# Psylocke
Psylocke, il cui vero nome è Elizabeth "Betsy" Glorianna Braddock, è un personaggio immaginario dei fumetti creato da Chris Claremont (testi), Herb Trimpe e Fred Kida (disegni).
Apparsa per la prima volta sulle pagine di Captain Britain (prima serie) n. 8 (dicembre 1976), pubblicato dalla Marvel UK (filiale anglosassone della Marvel Comics), venne utilizzata inizialmente come personaggio di supporto nelle avventure del fratello, del quale prese brevemente il posto diventando anch'ella una Capitan Bretagna.
Ben presto tuttavia Psylocke, così come il gemello Brian, divenne uno dei punti cardine dell'universo mutante della Marvel entrando nella continuity americana con il fumetto New Mutants Annual n. 2 (1986) e divenendo uno degli elementi di punta degli X-Men. A partire dal 1989, il personaggio ha subito un radicale cambiamento con lo scambio del corpo dell'eroina con quello di una assassina giapponese ninja.

## Biografia del personaggio

### Origini
Nata in Inghilterra, Elizabeth è una dei figli di Sir James Braddock, ex-membro del corpo dei Capitan Bretagna e protettore del regno extra-dimensionale di Altromondo. Durante le sue prime apparizioni, Betsy lavorava come pilota per diventare in seguito una modella ed entrare a far parte dell'agenzia spionistica S.T.R.I.K.E., equivalente britannico dello S.H.I.E.L.D., nella Divisione-Psi, dove conobbe il suo primo amore Tom Lennox. Dopo la morte dell'uomo, Betsy decise di tingere di viola la sua bionda chioma, colore che sarebbe diventato col passare degli anni rappresentativo del suo personaggio. In uno dei suoi incarichi entrò in contatto con il Club infernale e con la mutante Sage, che con i suoi poteri la forzò ad abbandonare la missione per non farsi corrompere dall'atmosfera del luogo e dell'organizzazione. Tempo dopo, l'intervento del criminale Vixen portò alla chiusura dello S.T.R.I.K.E. e durante uno sconvolgimento della realtà causato dai poteri di James Jaspers, alias il malvagio Kaptain Briton, un Capitan Bretagna di una realtà alternativa che si scambiò a Brian, Betsy usò appieno le sue capacità psichiche uccidendolo non appena l'uomo cercò di violentarla. Quando il gemello partì in missione in giro per il mondo, Elizabeth divenne il secondo Capitan Bretagna sfruttando il costume modificato di Kaptain Briton e venendo allenata da Linda McQuillan, un altro membro del Corpo dei Capitan Bretagna. Betsy servì il suo Paese in varie missioni fin quando incontrò nuovamente Vixen e il criminale Slaymaster che la catturò, torturò e le strappò gli occhi lasciandola cieca. Lo shock psichico che ne conseguì raggiunse la mente di Brian che accorse in aiuto della sorella e sconfisse il nemico. Quando Betsy si ritirò in convalescenza in Svizzera venne rapita da Mojo, grasso essere di un'altra dimensione fondata sull'intrattenimento televisivo. Qui, lui e la sua assistente Spirale dotarono Elizabeth di speciali occhi bionici con cui potevano seguire e trasmettere tutto ciò che la ragazza vedeva, tenendola prigioniera per circa un anno, dandole il nome-in-codice di Psylocke e facendola diventare la star del reality show Wildways. Venne inoltre mutato il suo corpo in una ragazza orientale. Quando i Nuovi Mutanti giunsero nel mondo in cui era ambientato Wildways, la liberarono e la condussero con loro sulla Terra alla scuola di Xavier dove Betsy rimase per imparare a controllare i suoi poteri. Più tardi, nel corso della mini-saga Massacro Mutante, Betsy diede sostegno agli X-Men e, dopo essersi ritrovata ad affrontare Sabretooth, le venne offerto di unirsi ufficialmente al gruppo. Adottando nuovamente il nome-in-codice di Psylocke, con le sue abilità psichiche aiutò il gruppo ad identificare in Sinistro il mandante del massacro.

### Seggio Periglioso
Quando durante La Caduta dei Mutanti gli X-Men affrontarono l'Avversario a Dallas e vennero uccisi, l'intero gruppo fu resuscitato dalla maga transdimensionale Roma. Gli X-Men decisero allora di tenere nascosto al mondo il fatto di essere sopravvissuti e si trasferirono in Australia dove, dopo aver sconfitto i Reavers, occuparono la loro base. Durante questo periodo, Betsy divenne molto intima con Colosso facendosi ritrarre anche nuda da lui ed iniziò ad avere non pochi problemi con Havok che non si fidava di lei per paura che invadesse telepaticamente la sua mente. Quando poi il gruppo subì diversi lutti e defezioni, Psylocke assunse il comando dei pochi rimasti e di ritorno da una missione nella Terra Selvaggia ebbe una visione in cui venivano attaccati, sconfitti ed uccisi dai Reavers. Per salvare se stessa e i compagni, li spinse ad attraversare il Seggio Periglioso, con la conseguenza di ritrovarsi tempo dopo mutati nel corpo e nello spirito. Risvegliatasi in seguito su un'isola della Cina del sud senza ricordare nulla del suo passato, venne trovata da Matsu'o Tsurayaba ed affidata all'organizzazione ninja della Mano, dove il suo corpo, ora misteriosamente asiatico, venne addestrato per diventare l'assassina Lady Mandarin. Durante la sua prima missione si ritrovò ad affrontare l'amico Wolverine e quando la sua lama psichica, nuova manifestazione dei suoi poteri, entrò in contatto con la mente del mutante, il suo legame con la Mano si ruppe e, sconvolta per la parte dei ricordi inerenti a se stessa che aveva recuperato, decise di partire con lui e Jubilee. In seguito i tre si ritrovarono sull'isola di Genosha per salvare i Nuovi Mutanti dai piani omicidi di Cameron Hodge, per poi riunirsi agli X-Men durante la mini-saga Programma Extinzione. Insieme, il gruppo tornò brevemente alla scuola per venire poco dopo trasportato nella galassia Shi'ar al salvataggio di Charles Xavier.

### Psylocke o Revanche?
Di ritorno sulla Terra gli X-Men approdarono sull'isola Muir dove affrontarono il potente Re delle Ombre. Fu proprio grazie alla lama psichica di Psylocke che si riuscì a liberare Polaris dalla possessione della quale era succube e a distruggere il nemico. Poco dopo, i membri di X-Factor si riunirono agli X-Men ed il gruppo fu diviso in due squadre: Psylocke, che si ritrovò in squadra con Ciclope, cominciò a mostrare un comportamento aggressivo e spregiudicato, nonché a flirtare spudoratamente con il compagno. Il suo atteggiamento, che non passava di certo inosservato, suscitò molte preoccupazioni nei compagni di squadra e quando Jean Grey iniziò a notare le troppe attenzioni dell'amato Scott verso Betsy decise di affrontarla, ma il loro confronto venne interrotto dall'arrivo di una donna con il volto e il corpo di Elizabeth Braddock, che accusò Psylocke di essere un'impostora. La donna misteriosa che si ribattezzò Revanche convinse gli X-Men a partire per il Giappone dove venne loro rivelata la verità: quando Betsy Braddock emerse dal Seggio Periglioso la sua anima venne scambiata con quella della ninja Kwannon, amante di Matsuo Tsurayaba, ridotta in fin di vita. In seguito, il corpo di Kwannon con all'interno l'anima di Betsy venne affidato alle cure della Mano che la trasformò nell'assassina incontrata da Wolverine. Allo stesso modo, nel corpo di Betsy venne inserita l'anima di Kwannon, ma le due subirono un'altra modifica ad opera di Spirale, che dotò l'una di alcuni ricordi, tratti genetici e caratteriali dell'altra e viceversa, rendendole in un certo senso gemelle. Poco dopo, Revanche rivelò di essere infetta del virus Legacy che come conseguenza portò i suoi poteri psichici al massimo livello e, prima di morire, le permise di restituire a Psylocke la parte di sé mancante, rendendola completa e allo stesso tempo riuscendo a riprendersi la propria porzione di ricordi dalla mente di Elizabeth. Successivamente, Jean aiutò Betsy a gestire i ritrovati poteri e le due chiarirono la situazione riguardante l'attrazione per Scott giusto in tempo perché Psylocke iniziasse una relazione con il compagno di squadra Arcangelo.

### Alba Cremisi
Quando più tardi Sabretooth cercò di fuggire dalla scuola Xavier dove era tenuto prigioniero, Psylocke ingaggiò un combattimento con lui allo scopo di fermarlo, ma venne spietatamente sventrata. Per salvarla, Warren, insieme a Wolverine, Gomurr l'Antico e al Dr. Strange, intraprese un viaggio nella dimensione dell'Alba Cremisi alla ricerca di un potente filtro magico in grado di salvarle la vita da morte ormai prossima. Il loro viaggio ebbe buon esito, ma come risultato dell'esposizione all'Alba Cremisi, Psylocke conseguì sia un tatuaggio rosso, simile ad una cicatrice, sull'occhio sinistro, sia il potere di spostarsi attraverso le ombre, sia un cambiamento a livello caratteriale, diventando più fredda e distante. Durante il periodo di convalescenza venne contattata da Kuragari, il sovrano di quella dimensione che la scelse come sua sposa. Warren, con l'aiuto di Gomurr, riuscì nuovamente a salvarla e, per evitare che l'oscurità la sopraffacesse, condivise con Betsy parte della sua forza vitale. Diverso tempo dopo Psylocke venne chiamata da Tempesta che, in missione in Africa assieme agli X-Men, si ritrovò ad affrontare ancora una volta il Re delle Ombre. Durante la Psicho-Guerra, Betsy imprigionò il nemico nella sua mente privandosi però così dei suoi poteri telepatici e creando una specie di effetto a catena che rese per qualche tempo "ciechi" tutti i telepati, vale a dire incapaci di usare i propri poteri. Quando dopo la maxi-saga L'Era di Apocalisse Psylocke si riunì agli X-Men, Jean l'aiutò a contenere il potere del Re delle Ombre con il risultato che le due si scambiarono i poteri potenziandosi a vicenda: Jean aumentò le sue capacità telepatiche mentre Psylocke divenne una potente telecineta.

### Morte e resurrezione
Con i suoi nuovi poteri Betsy divenne una X-Man a tempo pieno, ma ben presto la sua vita subì un nuovo cambiamento: terminò infatti la relazione con Arcangelo e ne cominciò un'altra con Thunderbird III. I due si unirono ad un gruppo separato di X-Men che guidato da Tempesta partì alla ricerca dei diari della veggente Destiny. In Spagna durante la loro prima missione, Psylocke per difendere Rogue e Bestia venne uccisa dallo spadaccino Vargas davanti agli occhi dell'amico. Suo fratello Brian ne recuperò il corpo per poi seppellirlo nella cappella di famiglia, tuttavia Betsy riapparve qualche tempo dopo in visione ad Alfiere per avvertirlo che una grande ed aliena minaccia era in arrivo, ma prima che potesse incamminarsi per l'aldilà, una figura misteriosa la fece scomparire attirandola a sé attraverso un portale luminoso.
Quasi un anno dopo la sua morte Psylocke ritornò misteriosamente in vita in Spagna nell'esatto luogo in cui era stata uccisa. Gli X-Men la riaccolsero tra le loro file e da quel momento venne perseguitata dal fratello Jamie, fino a quando le rivelò di esser stato lui a farla tornare in vita donandole una notevole protezione contro i poteri telepatici o di alterazione della realtà, in modo che la sua forma non potesse essere modificata e la sua mente controllata o manipolata con lo scopo di salvarlo dai suoi vecchi amici che, insieme ad un'entità oscura chiamata il Primo Caduto (l'opposto della Fenice, che cerca di mettere fine al ciclo di nascita e morte), volevano creare un piccolo paradiso per alcuni eletti, condannando il resto dell'umanità alla distruzione. Assieme a Nightcrawler, Marvel Girl, Alfiere e Cannonball, Betsy riuscì a sconfiggere la minaccia grazie anche al sacrificio del fratello.

### Exiles
Apparsa nel quartier generale degli Exiles, Psylocke venne scelta come nuovo membro del team incaricato di proteggere la stabilità dell'Omniverso. Durante la sua prima missione su Terra-1720 incontrò una versione alternativa di Slymaster, con il quale ebbe un duro scontro, che non riuscì però a portare a termine. Da allora Slymaster cominciò a viaggiare tra le dimensioni, uccidendo tutte le versioni di Besty con le quali entrò in contatto. Ritornata brevemente su Terra-616, durante il crossover X-Men: Die by the Sword tenutosi fra New Excalibur ed Exiles, riabbracciò il fratello Brian, che però dovette abbandonare a seguito dell'attacco di un esercito di Furie create da redivivo Mad Jim Jasper, che decimarono il Corpo dei Capitan Bretagna prima di essere distrutto. Scegliendo di rimanere con gli Exiles, Betsy viaggiò attraverso le realtà, fino a giungere su una Terra in cui il suo spirito entrò in conflitto e venne plagiato da quello della Betsy residente in essa. Ogun, maestro della deceduta Betsy il cui spirito risiedette nel corpo di Psylocke, si offrì di addestrarla per fare in modo che avesse la propria vendetta su Slymaster responsabile della sua morte. Liberatasi della psiche ospite, Psylocke rintracciò l'omicida su Terra-616 e lo uccise. Alla chiusura di New Exiles, Betsy ritornò al quartier generale e, dopo aver cominciato una relazione con Sabretooth, promise di onorare la sua missione di protettrice dell'Omniverso.

### Ritorno
Ritrovata dalla Regina Rossa mentre era sospesa fra innumerevoli universi paralleli, Psylocke riapparve nel covo della Sorellanza a San Francisco e tramite un rituale mistico la sua mente venne riportata nel corpo originario (in cui Kwannon era morta), precedentemente trafugato da Spirale, Chimera e Lady Deathstrike da un cimitero di Tokyo, consentendone il ritorno in vita. Ancora confusa, venne condizionata dalla Regina che ne fece una fedele servitrice. Durante l'assedio di Graymalkin, si scontrò ripetutamente con Wolverine prima di essere riportata alla base della Sorellanza dove iniziò un nuovo scontro con Dazzler, conclusosi quando questa le scagliò contro un raggio di luce facendone emergere la vera personalità. All'interno della sua mente, Betsy combatté e sconfisse la controparte malvagia creata dalla Regina e Spirale e ritornò nel corpo asiatico di Kwannon, riunendosi finalmente agli X-Men.
Reclutata nell'X-Club di Bestia, accettò di tornare indietro nel tempo per prendere alcuni campioni di sangue dai genitori del Dr. Nemesis, uno fra i primi mutanti nati all'inizio del Novecento. Tempo dopo, durante la rivolta a San Francisco guidò Madison Jeffries, Kavita Rao e Nemesis sul fondo dell'Oceano Pacifico per riattivare i motori dell'Asteroide M ed utilizzarlo come nuova base degli X-Men.
Messasi in viaggio per il Giappone accompagnata da Wolverine allo scopo di riportarvi il cadavere di Kwannon, venne attaccata dalla Mano non appena messo piede a terra. Dopo che il suo vecchio corpo fu distrutto per ordine di Matsu'o Tsurayaba durante lo scontro, Psylocke si mise sulle sue tracce scoprendo uno dei tanti segreti del canadese: reo di aver partecipato all'omicidio della sua promessa sposa Mariko Yashida, Matsu'o, tenuto prigioniero da anni su suo ordine, veniva mutilato di una parte del corpo ad ogni anniversario della morte di Mariko. Implorata di ucciderlo poiché incapace di commettere seppuku, Matsu'o vide i suoi piani rovinati dall'arrivo di Wolverine che ingaggiò battaglia con Psylocke al termine della quale le concedette di porre fine alla vita del nemico. Utilizzando la telepatia per indurlo a rivedere la sua amata Kwannon e rendergli il tutto meno doloroso, lo uccise.

## Poteri e abilità

### Telepatia
La mutazione originaria di Betsy consisteva in un vasto potenziale telepatico, quasi a livello dei più grandi telepati mondiali come Xavier, Jean Grey, Emma Frost, Sinistro e Marvel Girl. Poteva leggere e proiettare pensieri anche per lunghe distanze, controllare menti, proiettare illusioni, e generare scariche telepatiche capaci di stordire o addirittura uccidere. Poteva inoltre proiettare se stessa o altri sul piano astrale, e sforzandosi al massimo riuscire a sondare e comandare intere città. Quando utilizzava i suoi poteri, di solito le compariva attorno al viso un'aura simile nella forma a una farfalla, della quale non è mai saputo se potesse essere vista anche dai compagni di squadra, o se fosse solo un simbolo per far capire al lettore che la ragazza stesse utilizzando i propri poteri. Oltre alle varie manifestazioni telepatiche, Betsy possedeva anche limitate capacità precognitive, mai del tutto controllate, che le permettevano di sbirciare nel futuro solo per brevi momenti. In aggiunta alle sue capacità mutanti, durante la sua vita, a Betsy vennero impiantati un paio di occhi artificiali da lei definiti "bionici" che, oltre a trasmettere qualsiasi cosa stesse vedendo direttamente sugli schermi del Mojoverso, le permettevano di non venire mai abbagliata dalla luce.
Dopo che Jean Grey ha "esorcizzato" la personalità di Morte dalla mente di Betsy, il resto delle sue abilità psichiche sono state sbloccate rendendola di fatto una mutante di livello Omega.

### Lama Psichica
Dopo lo scambio del corpo con quello di Kwannon, un'asiatica ninja assassina, Betsy sviluppò una notevole predisposizione al combattimento corpo-a-corpo, ma la potenza della sua telepatia risultò all'incirca dimezzata rispetto all'origine, a causa della condivisione che doveva fare del proprio potere con Kwannon/Revanche. Dopo la morte della donna, la telepatia ritornò al massimo del suo potenziale, ma ormai Psylocke si era abituata ad utilizzarla sotto forma di lama psichica (il risultato della concentrazione di tutto il suo potenziale psionico in un unico strumento). Dopo il suo incontro con Apocalisse che le ha fornito maggiori poteri ha avuto la capacità di usare questa energia psichica sotto forma di qualsiasi arma bensì che non sia da sparo e di usarla per crearsi scudi o piattaforme che lei non ha mai usato, anche grazie alla predisposizione del corpo di Kwannon per i combattimenti ravvicinati, Betsy infatti si lanciava nel centro della mischia ed armata della sua lama, riusciva a penetrare attraversando il corpo del nemico, distruggendo così tutti i suoi collegamenti neurali (senza però ferire in alcun modo il corpo), riducendo così all'incoscienza i propri avversari. Dopo la sua esposizione all'Alba Cremisi guadagnò inoltre la capacità di spostarsi attraverso le ombre, anche per lunghe distanze e perfino attraverso le dimensioni. Tuttavia, dopo aver imprigionato il Re delle Ombre all'interno del piano astrale, Betsy non mostrò più alcun segno di questa abilità.

### Telecinesi
Per mantenere imprigionato il Re delle Ombre all'interno del piano astrale, oltre al potere dell'Alba Cremisi, Psylocke sacrificò anche la propria telepatia, rimanendo per qualche periodo senza alcun potere mutante, a parte la sua abilità di ninja.
Alla fine però Jean Grey le venne in aiuto: le due mutanti si scambiarono i reciproci poteri, aumentando nel processo la potenza di ciascuno; perciò Jean perse la sua telecinesi ed iniziò ad esercitare la sua telepatia latente fino ai livelli massimi; al contrario Betsy, perduta la telepatia, si ritrovò a gestire un nuovo notevole potere telecinetico.
Inizialmente incapace di gestire questi nuovi poteri, Psylocke riusciva ad abbattere montagne senza però esser capace di far levitare una semplice graffetta dal pavimento. Con il passare del tempo divenne però sempre più abile tanto da riuscire a manifestare una katana psichica, evoluzione psionica della lama, ma molto più potente della precedente, capace di attraversare le menti o i macchinari, che si ponevano sulla sua strada, e cortocircuitarli senza però ferire fisicamente la vittima. Oltre alla katana, i poteri telecinetici di Betsy erano in grado di permetterle di levitare o di far levitare altri, manipolare la materia e creare scudi di varia misura e forza.
Dopo la sua resurrezione, la telecinesi di Psylocke risultò ulteriormente potenziata, tanto da raggiungere il livello della stessa Marvel Girl, la telecineta più potente sul pianeta in quel momento. Inoltre, grazie all'intervento del fratello Jamie, che manipolò le stringhe quantistiche del suo corpo, Betsy risultò immune a qualsiasi forma di alterazione sia fisica che psionica, il che comportò la formazione di una specie di scudo psichico permanente, che la protegge e scherma da attacchi mentali, lettura della mente e comunicazione telepatica; conseguenza di questa schermatura è perciò anche la sua totale indifferenza a qualsiasi tipo di illusione o distorsione della realtà, oltre che a qualsiasi tentativo di possessione.

## Relazioni sentimentali
Elizabeth Braddock, durante tutta la sua storia editoriale, è stata coinvolta in numerose relazioni sentimentali. Come membro della Divisione-Psi dello S.T.R.I.K.E., iniziò una relazione con l'agente Tom Lennox terminata con l'omicidio dell'uomo, mentre questi tentava di difenderla. Lo shock seguente la sua morte, aggravato dall'intimo legame psichico che i due condividevano, traumatizzò Betsy per qualche tempo. Successivamente sviluppò un'attrazione per Cypher, membro dei Nuovi Mutanti che l'aveva salvata dal Mojoverso e dopo il suo inserimento negli X-Men, con il corpo di Kwannon sedusse e manipolò mentalmente Ciclope per fare in modo che l'uomo fosse attratto da lei. Avendo riacquisito il pieno controllo della sua personalità, offrì delle sincere scuse a Jean, ammettendo che il suo provocante comportamento era dovuto alla presenza della personalità seduttiva di Kwannon, e che lei, Betsy, personalmente non trovava particolarmente attraente Scott. Tempo dopo, Betsy e Arcangelo iniziarono una relazione, che si concluse sia perché troppo differenti per continuarla, sia perché Betsy cominciò a provare una forte attrazione per Neal Shaara, nuovo X-Man. I due portarono avanti la loro relazione fino alla morte di Elizabeth. Dopo la sua resurrezione, né Warren né Neal si dimostrarono attratti nuovamente nei suoi confronti, il primo a causa della sua nuova relazione con Husk e il secondo perché sentimentalmente legato a Lifeguard. Psylocke ha anche avuto brevemente una relazione lesbica con Cluster (Charlie Cluster-7).

## Altre versioni

### Ultimate

Ultimate Psylocke. Disegni di Yanick Paquette.

La versione Ultimate di Betsy Braddock apparve per la prima volta nell'arco narrativo World Tour, come agente assegnato alla ricerca del mutante David, figlio di Xavier. La ragazza fu più tardi posseduta dallo stesso David che cercò di uccidere il padre e i suoi X-Men sfruttando le doti di cui era a disposizione, ma grazie alla sua ferrea forza di volontà, Betsy riuscì a riprendere il controllo del proprio corpo quanto bastava per permettere a Colosso di scagliarle contro una macchina ed ucciderla assieme a David. Tuttavia la sua coscienza sopravvisse e penetrò all'interno del corpo di Kwannon, ragazza asiatica in stato comatoso. Adesso Betsy, oltre ad essere una potente telepate, è anche capace di creare le sue famose lame psichiche. Riconosciuta dall'X-Man Alfiere, proveniente dal futuro, come sua moglie, viene reclutata nella sua squadra di X-Men.

### Era di Apocalisse
Psylocke fu l'unica X-Man a non partecipare all'originale crossover L'Era di Apocalisse, per poi entrare nel fumetto che commemorò il suo decimo anniversario. In questa futura e alternativa realtà, Psylocke, sempre con sembianze asiatiche, poteri telepatici e lame psichiche, si schierò a fianco dei suoi compagni ed affrontò alcuni dei suoi vecchi amici, in particolare Jean Grey, liberandoli dal controllo mentale imposto loro da Sinistro. In seguito liberò il piccolo Charles Lensherr, figlio di Magneto e Rogue, e partì poi per la colonia di Nuovo Giappone assieme a Kirika, Silver Samurai e Sole Ardente.

### House of M
Durante l'alterazione della realtà imposta da Scarlet, Betsy divenne principessa delle isole britanniche, sorella del monarca. In realtà sarebbe dovuta essere lei a regnare, perché di qualche minuto più grande del fratello, ma la sua sete d'avventure la portò ad abdicare in suo favore, preferendo difendere il regno con l'amica nonché dama di compagnia, Rachel Grey.

## Altri media

### Cinema

Psylocke interpretata da Olivia Munn in X-Men - Apocalisse (2016)

Nella serie di film X-Men, Psyloke è interpretata da Meiling Melançon e Olivia Munn. Compare in:
- X-Men - Conflitto finale (2006).
- X-Men - Apocalisse (2016).

#### Marvel Cinematic Universe
- Psylocke compare anche nel 34° film del Marvel Cinematic Universe (MCU) Deadpool & Wolverine (2024), interpretata da Ayesha Hussain.

### Televisione
- Psylocke comparve nella quarta stagione delle serie animata Insuperabili X-Men degli anni novanta. Era una dei telepati rapiti da Apocalisse nell'arco narrativo Al di là del bene e del male.
- Psylocke comparve anche nella serie animata Wolverine e gli X-Men.

### Videogiochi
- Psyloke appare in X-Men II: The Fall of the Mutants.
- Psyloke appare in X-Men 2: Clone Wars.
- Psyloke appare in X-Men: Children of the Atom.
- Psyloke appare in X-Men vs. Street Fighter.
- Psyloke appare come personaggio giocabile in Marvel Super Heroes.
- Psyloke appare come personaggio giocabile in X-Men: Mutant Apocalypse.
- Psyloke appare come personaggio giocabile in X-Men: Mutant Academy 2.
- Psyloke appare come personaggio giocabile in X-Men: Next Dimension.
- Psyloke appare come personaggio giocabile in X-Men Legends.
- Psyloke appare in Marvel: La Grande Alleanza.
- Psyloke appare in Marvel vs. Capcom: Clash of Super Heroes.
- Psyloke appare come personaggio giocabile in Marvel vs. Capcom 2: New Age of Heroes.
- Psyloke appare come personaggio giocabile in Marvel: Avengers Alliance.
- Psyloke appare come personaggio giocabile in Marvel: Sfida dei campioni.
- Psyloke appare in Deadpool.
- Psyloke appare come personaggio giocabile in Marvel Strike Force.
- Psyloke appare come personaggio giocabile in Fortnite.
- Psyloke appare come personaggio giocabile in Marvel Rivals.